# Kluby „Tygodnika Powszechnego”
Kluby „Tygodnika Powszechnego” – ruch społeczno-kulturalny, zapoczątkowany 13 czerwca 2007 r. w Łodzi. Jego założycielem jest ks. prof. Andrzej Perzyński.

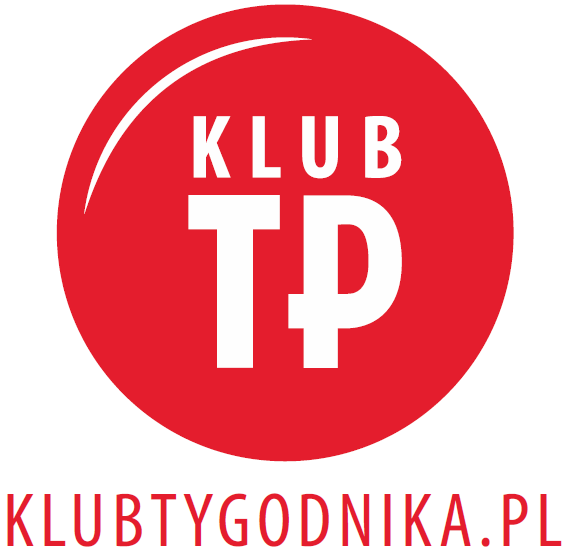
Logo klubów. Autor: Filip Biały

 Kluby „TP” zajmują się organizacją dyskusji, debat, warsztatów, spotkań i innych przedsięwzięć poświęconych sprawom społecznym, obywatelskim, a także kształtowaniu dialogu. W 2020 działało 30 Klubów „TP” (w Berlinie, Białymstoku, Bielsku-Białej, Brukseli, Bydgoszczy, Chojnicach, Gliwicach, Grudziądzu, Katowicach, Kędzierzynie-Koźlu, Koszalinie, Krakowie, Lipsku, London, Lublinie, Łodzi, Myślenicach, Olsztynie, Oslo, Paryżu, Poznaniu, Rzeszowie, Słupsku, Szczecinie, Tarnowie, Trójmieście, Warszawie, Wrocławiu, Zamościu i Zielonej Górze). Od strony formalnej, prowadzeniem Klubów „TP” zajmuje się Stowarzyszenie im. Jerzego Turowicza.

## Historia i struktura
Według samych inicjatorów, motywacją do powołania Klubów była potrzeba spotkania i rozmowy w duchu idei „Tygodnika Powszechnego” – w dokumencie ideowym można przeczytać o „czerpaniu z duchowego i społecznego dorobku tego pisma”. Innym powodem była także chęć niesienia wsparcia przeżywającej w tym czasie duże problemy finansowe redakcji. Kluby „TP” są inicjatywą oddolną, a sposób powoływania nowego klubu określają Statut i Regulamin. Nad linią programową Klubów czuwa Rada Koordynacyjna złożona z koordynatorów poszczególnych Klubów „TP” oraz zarząd Stowarzyszenia im. Jerzego Turowicza. Od 2012 jesienią odbywają się doroczne zjady Klubów, integrujące środowisko czytelników, redaktorów i współpracowników pisma, a w okresie wiosennym – klubowe rekolekcje, prowadzone początkowo przez ks. Adama Bonieckiego, następnie także przez o. Wacława Oszajcę SJ.